# Jonathan Javier Montenegro
Jonathan Montenegro (Guayaquil, 13 de mayo de 1990). es un futbolista ecuatoriano que juega de defensa en el Leymar FC.

## Clubes
| Club                  | País    | Año         |
| --------------------- | ------- | ----------- |
| LDE Guayaquil         | Ecuador | 2007        |
| River Ecuador         | Ecuador | 2008 - 2009 |
| Barcelona SC          | Ecuador | 2010        |
| River Ecuador         | Ecuador | 2011        |
| Macará                | Ecuador | 2012        |
| River Ecuador         | Ecuador | 2013        |
| Técnico Universitario | Ecuador | 2014        |
| Gualaceo              | Ecuador | 2015 -      |